# Владимирская церковь (Быково)
Храм Владимирской иконы Божией Матери — приходской православный храм в селе Быково Раменского городского округа Московской области. Памятник русской готики XVIII века. Принадлежит к Коломенской епархии Русской православной церкви.

## История
Церковь построена в 1783—1788 годах в готическом стиле на территории усадьбы Быково/Марьино, в то время принадлежавшей Михаилу Измайлову. По стилистическим особенностям проект приписывается Василию Баженову. Считается, что здание церкви переделывалось в процессе строительства Матвеем Казаковым. Храм имеет два этажа, что соответствует двум его престолам. Снаружи церковь облицована белым камнем.
В 1830-х годах рядом с церковью построена отдельно стоящая колокольня, выдержанная в том же стиле, что и храм.
В 1930-х годах церковь была закрыта: там разместили швейную фабрику, а позднее склад.
Лишь в 1989 году храм был возвращён Русской православной церкви. Верхняя церковь освящена в честь Владимирской иконы Божией Матери, храм в подклете — Христорождественский.

## Композиция и стиль

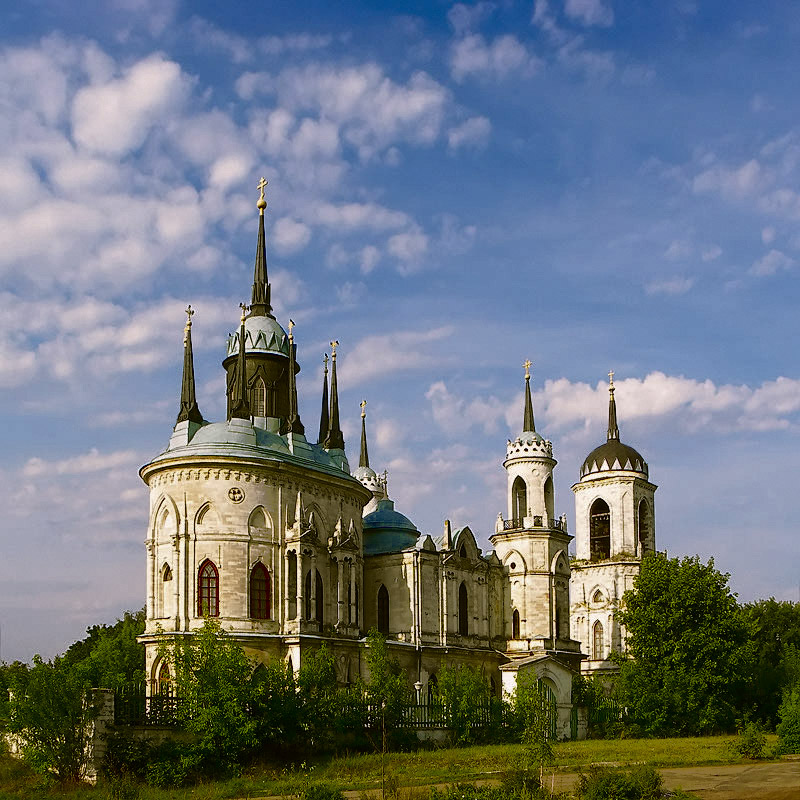

Постройка отражает новые романтические тенденции в русской архитектуре переходного времени, которые не исчерпываются определениями «русская готика». Овальная в плане, с двумя симметричными башнями со шпилями и стрельчатыми арками, она сохраняет связь с древнерусской архитектурой и с классицистическими традициями. По этому поводу И. Е. Путятин писал: «При единовременном восприятии фасада и интерьера центральной части быковской церкви становится ясно, что здесь самым тщательным образом воспроизведена с позиций классицистической теории крестово-купольная система древнерусского четырёхстолпного храма. Именно это побудило автора вознести параболический купол на высокий световой барабан и придать последнему наименьший возможный диаметр, в чём тоже состоит значительное отличие этой церкви от барочных и классицистических как западноевропейских, так и русских храмов. Обратившись к общему стилистическому замыслу быковской церкви, можно обнаружить, что в намеренно „готическую“ оболочку национальной русской архитектуры заключен интерьер в лучшем „греческом вкусе“, организованный, в соответствии новейшим достижениям теоретической мысли Просвещения, с ориентацией на раннехристианские и преемственные им византийские образцы». Причудливое сочетание древнерусских, барочных и готических форм напоминает работы чешского архитектора Яна Сантини.

## Священники
- Петр Григорьев Доброхотов (ок. 1849-?) - в 1888

## Галерея

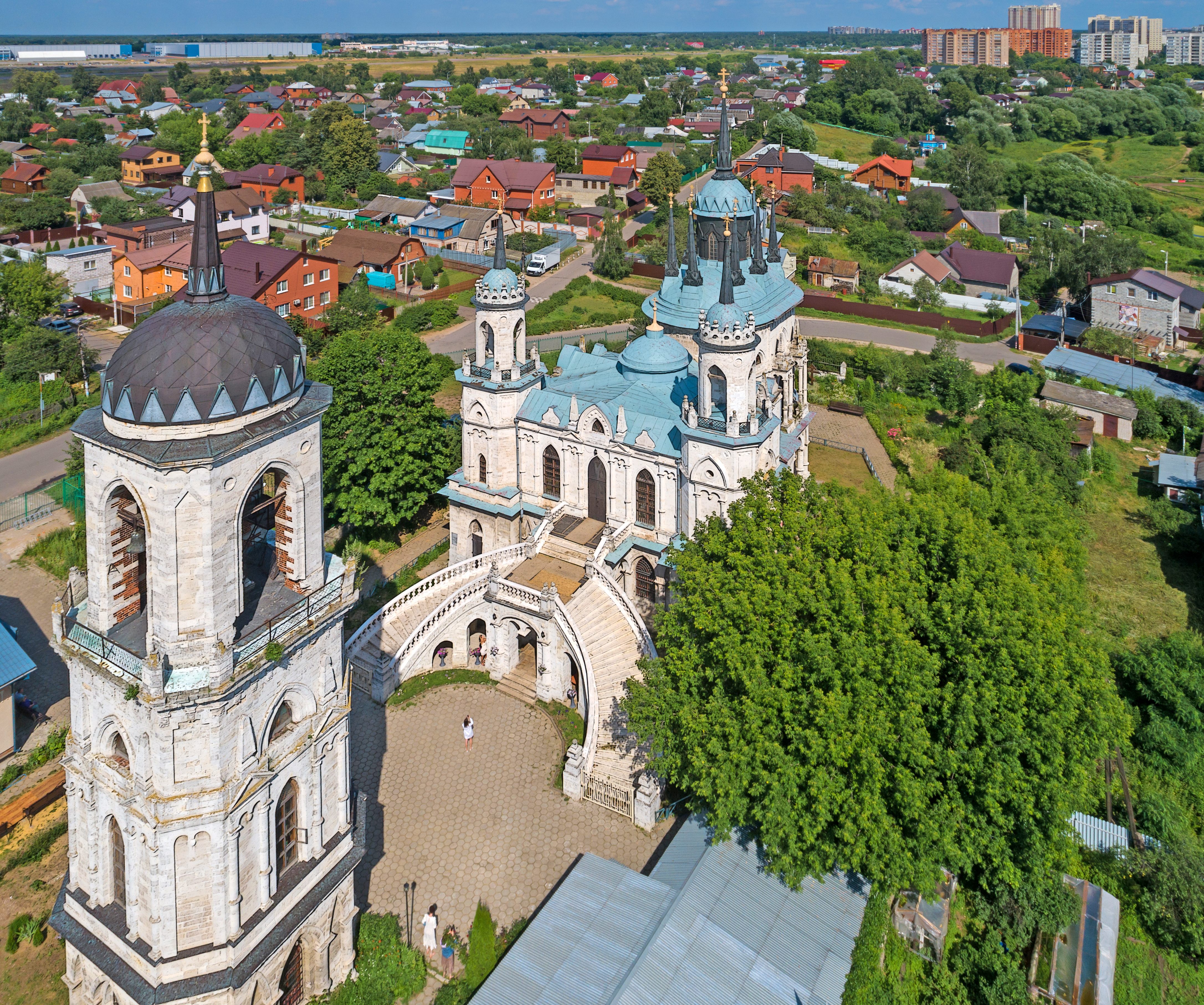
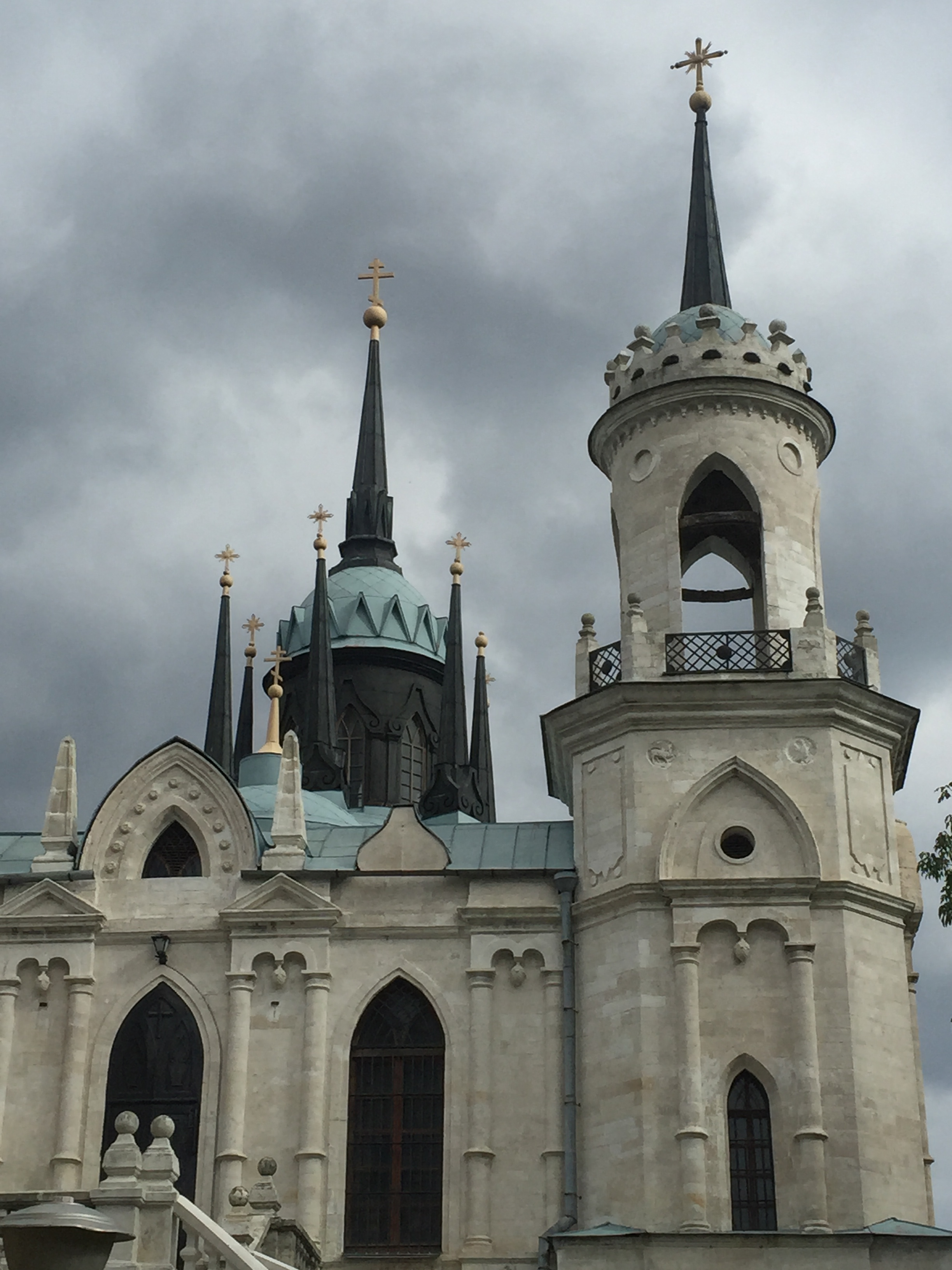
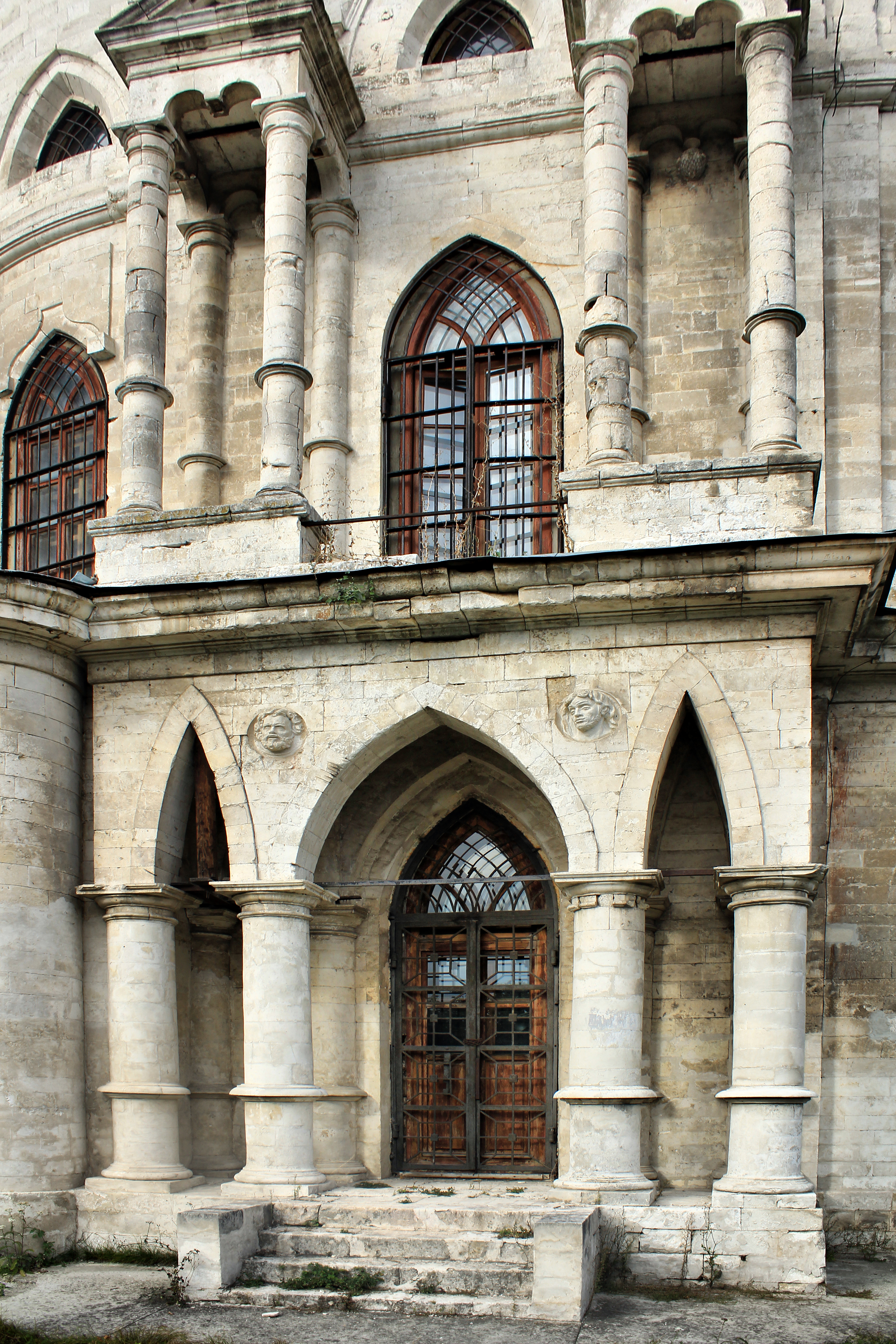
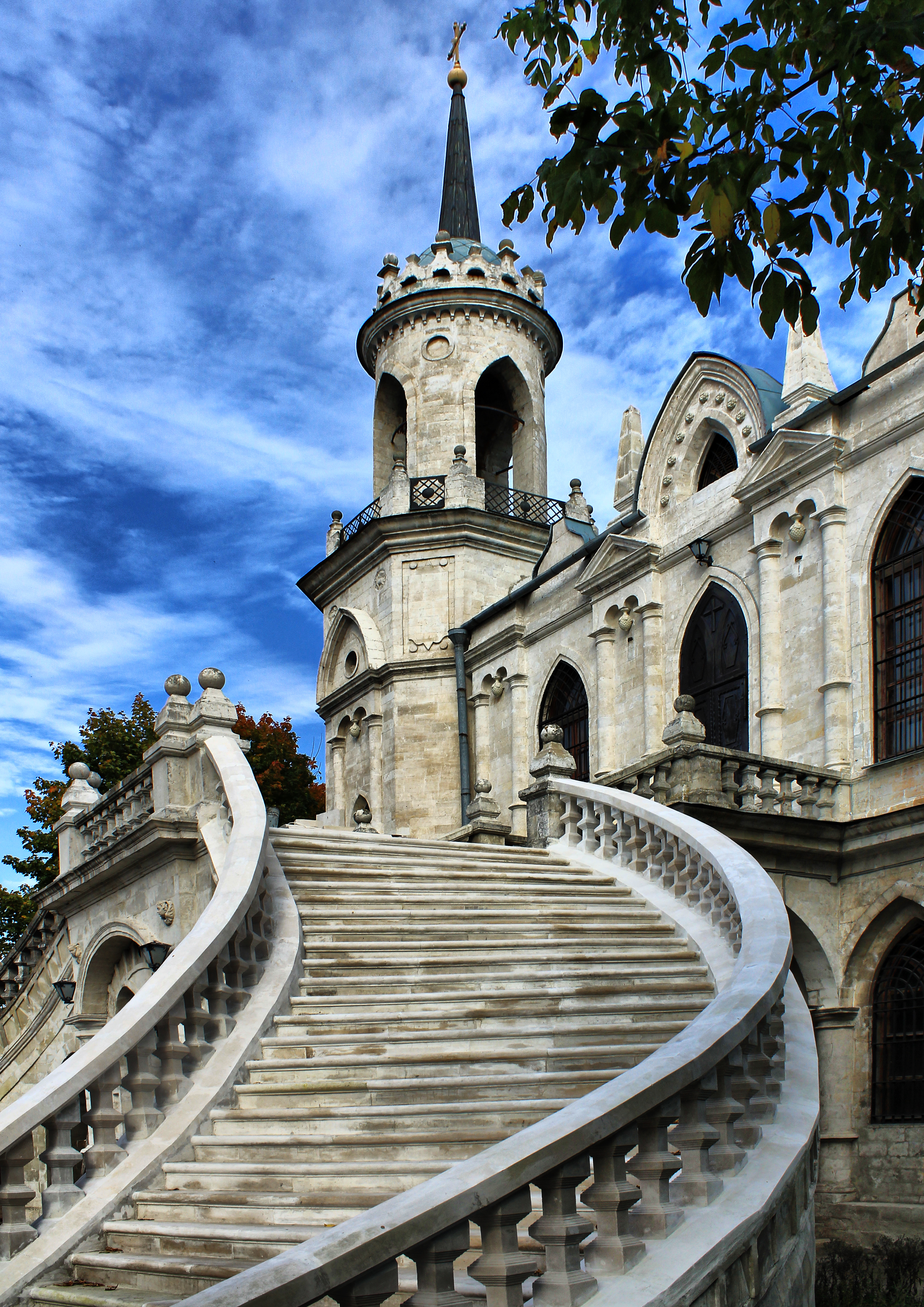
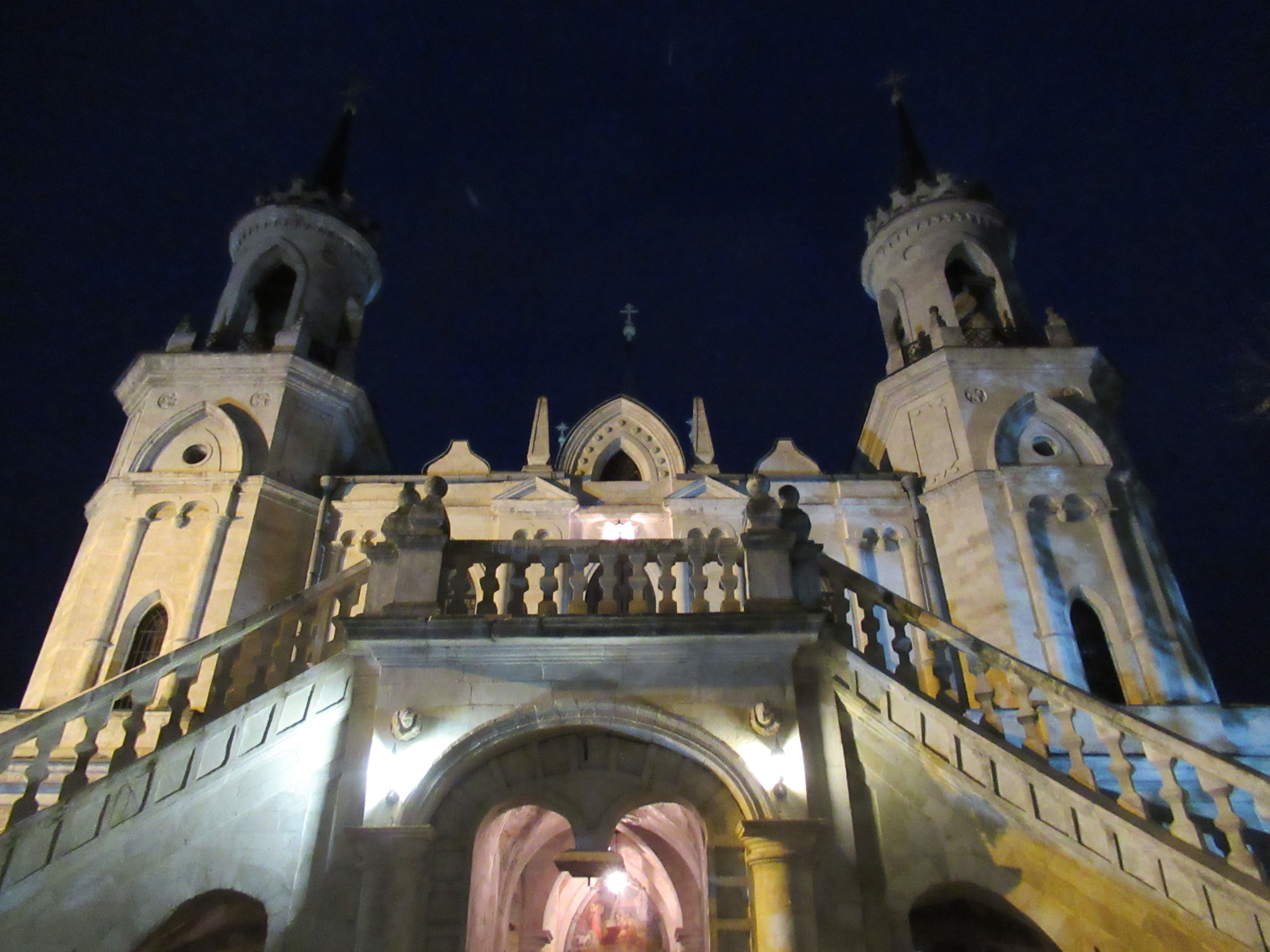

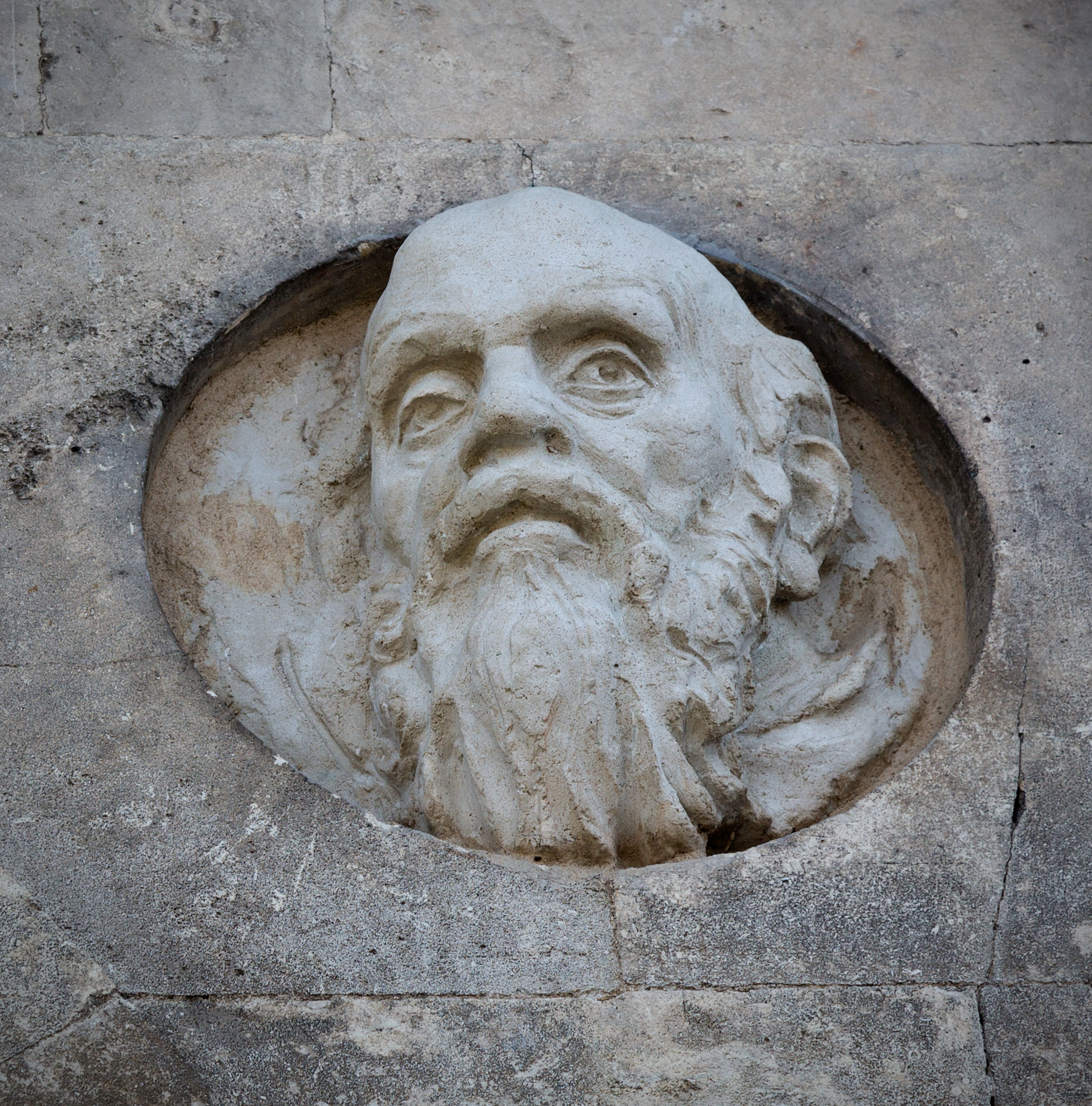
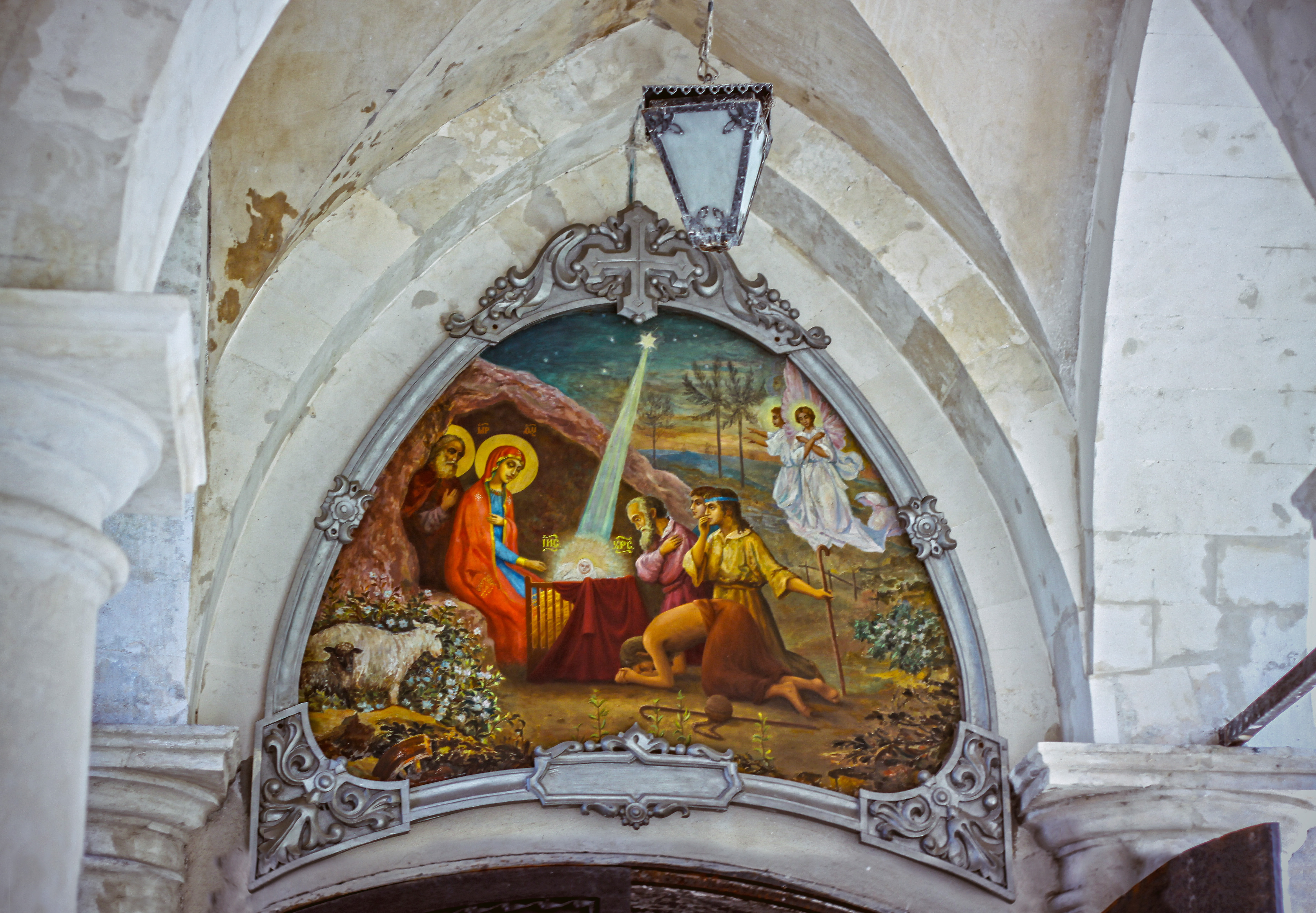
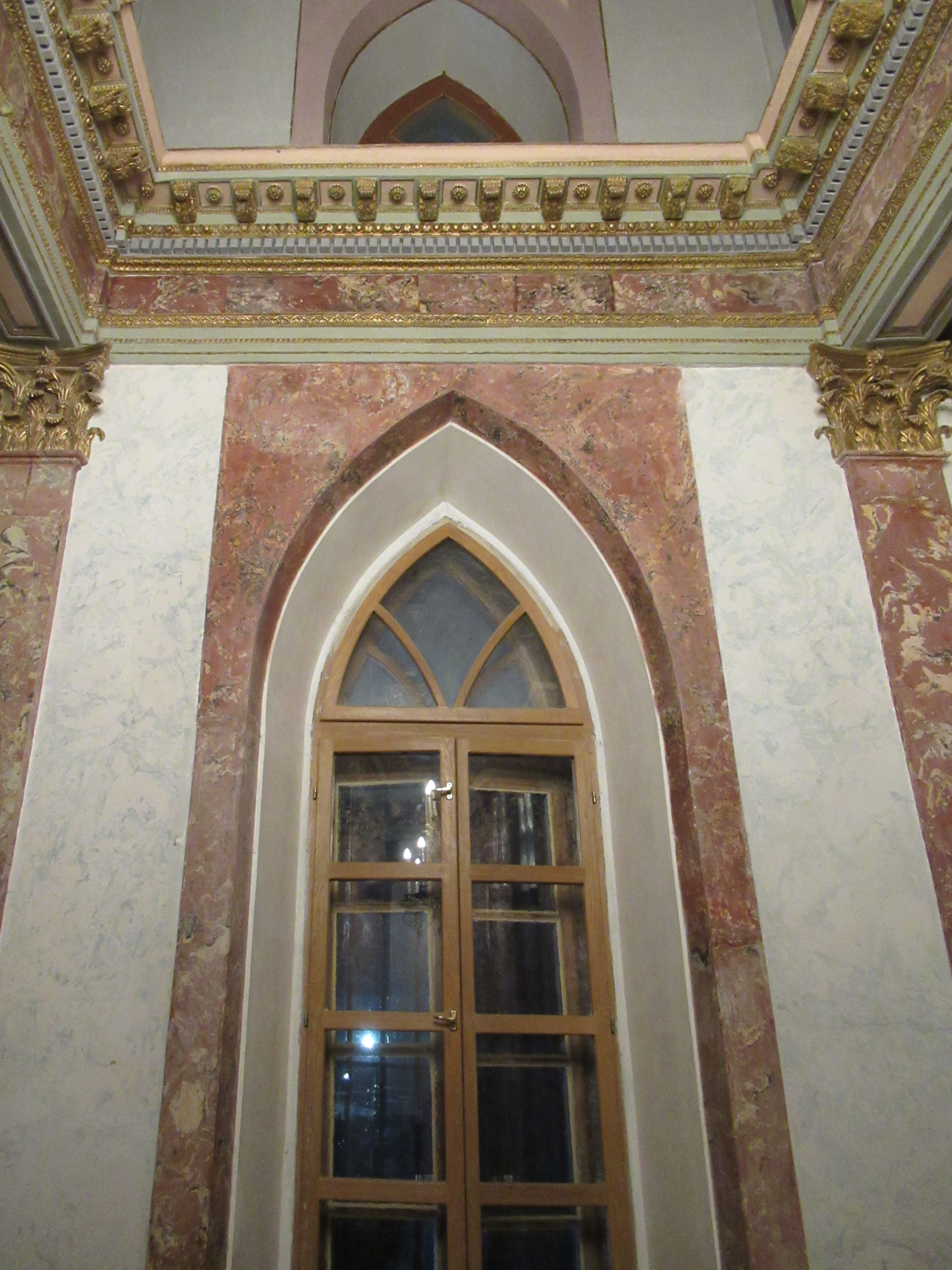
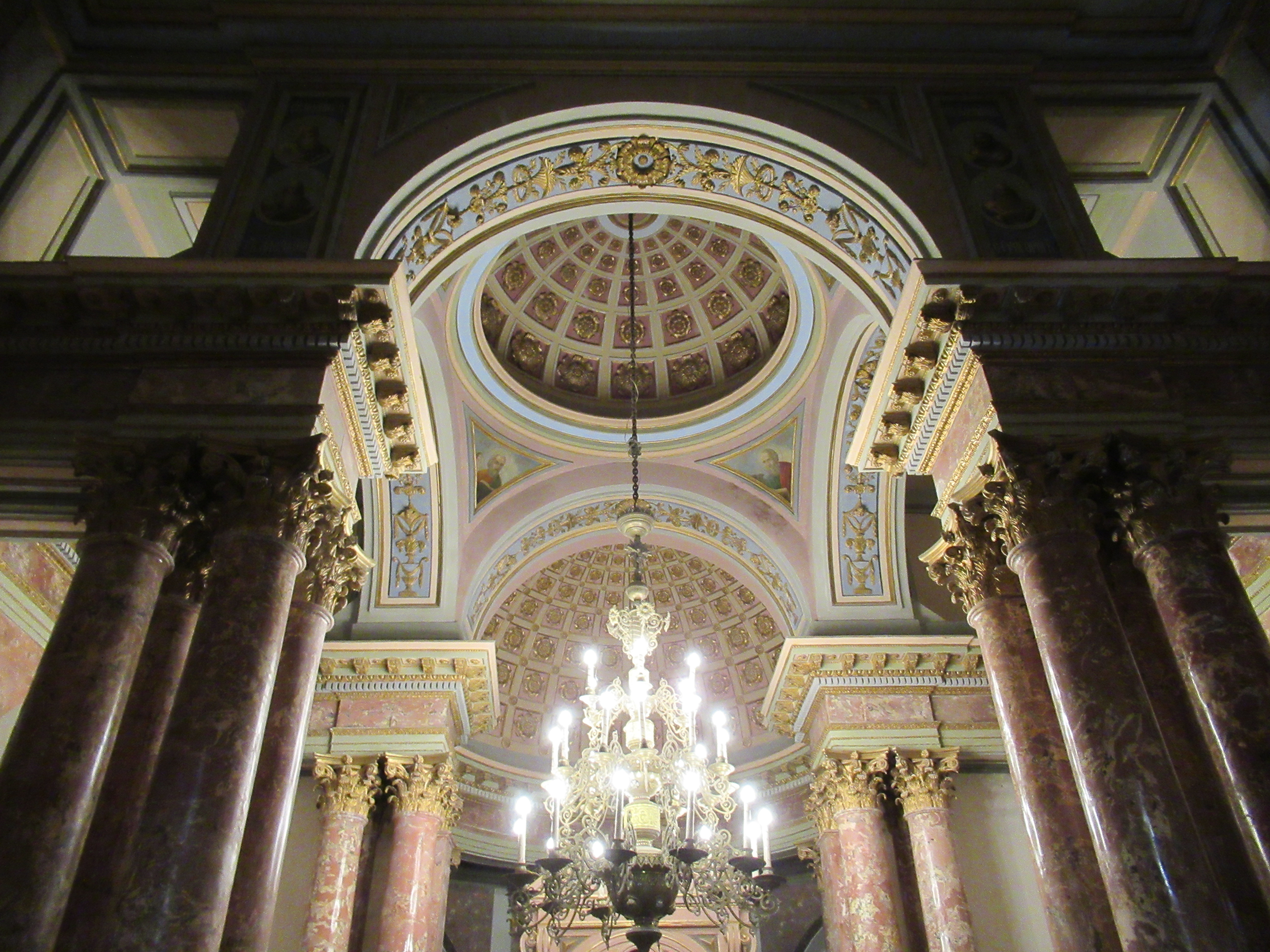
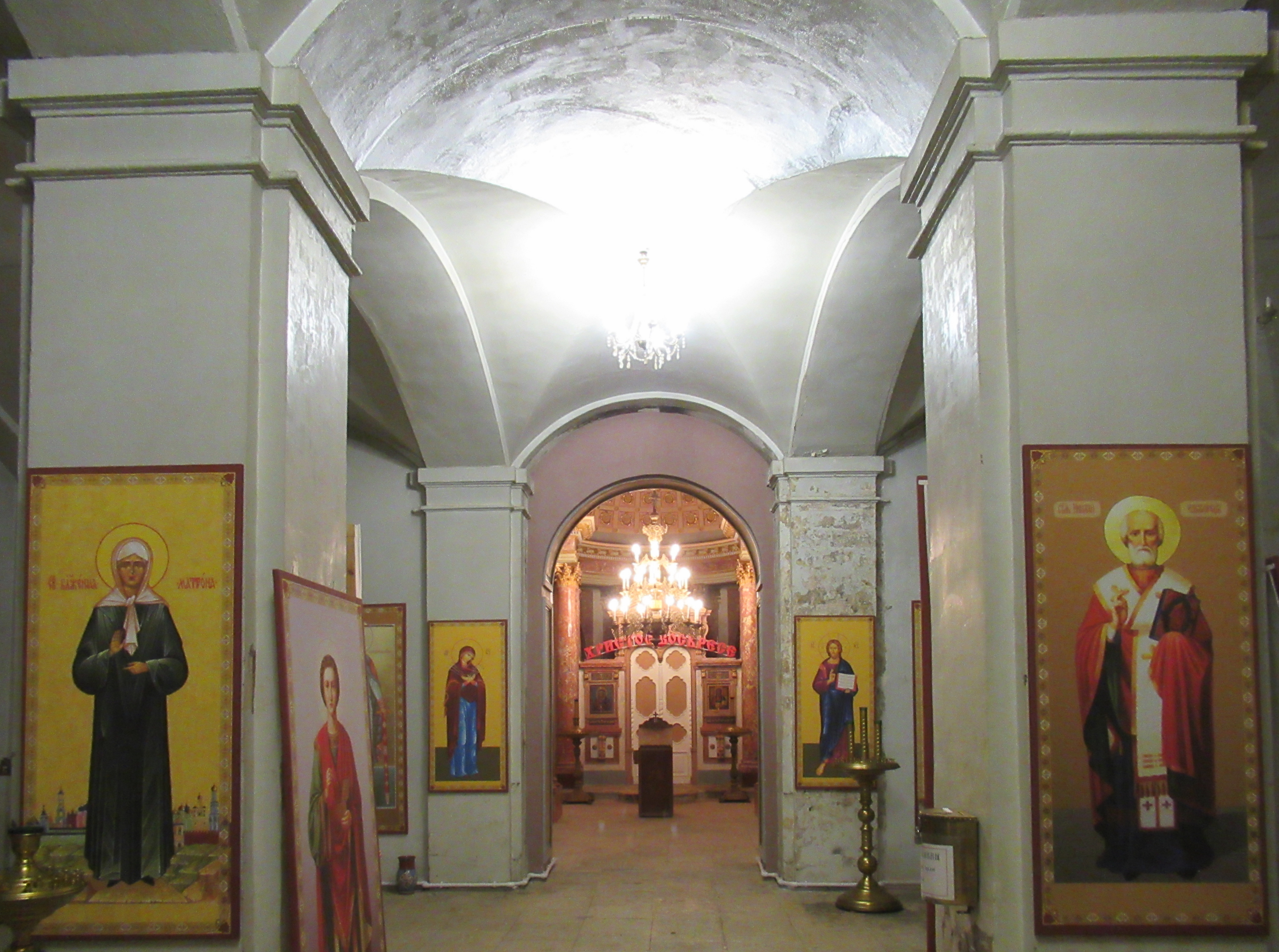